# Wald (Bad Münstereifel)
Wald is een plaats in de Duitse gemeente Bad Münstereifel, deelstaat Noordrijn-Westfalen.